# Biografielijst Ci

## Cia
- Carlo Azeglio Ciampi (1920), president van Italië (1999-2006)

## Cib
- Giovanni Battista Cibo, bekend als Paus Innocentius VIII, (1432-1492), paus (1484-1492)
- Franz Cibulka (1946), Oostenrijks componist, muziekpedagoog en klarinettist

## Cic
- Michael Ciccarelli (1996), Canadees snowboarder
- Robert Cicchini (1959), Amerikaans acteur
- Cicero (106-43 v.Chr.), Romeins redenaar, politicus, advocaat en filosoof
- Amleto Giovanni Cicognani (1883-1973), Italiaans kardinaal
- Johannes Ciconia (1335-1411), Belgisch componist
- Joanne Ciconte (2008), Australisch autocoureur

## Cie
- Aaron Ciechanover (1947), Israëlisch bioloog en Nobelprijswinnaar
- César Cielo (1987), Braziliaans zwemmer
- Radosław Cierzniak (1983), Pools voetballer

## Cig
- Muazzez İlmiye Çığ (1914-2024), Turks historica
- Natalia Cigliuti (1978), Amerikaans actrice

## Cij
- Jan Cijs (1923-2007), Nederlands atleet

## Cik
- Stanisław Cikowski (1899-1959), Pools voetballer

## Cil
- Diane Cilento (1933-2011), Australisch actrice
- Marin Čilić (1988), Kroatisch tennisser
- Jasper Cillessen (1989), Nederlands voetbaldoelman

## Cin
- Maria Cina, Amerikaans actrice, filmproducente en advocate
- Orkan Çınar, Duits-Turks voetballer
- Miguel Cinches (1932-2010), Filipijns bisschop
- Cingetorix, Gallisch vorst
- Ottavio Cinquanta (1938-2022), Italiaans sportbestuurder
- Gigliola Cinquetti (1947), Italiaans zangeres

## Cio
- Marco Cioci (1975), Italiaans autocoureur
- Charles Cioffi (1935), Amerikaans acteur
- Gerald Ciolek (1986), Duits wielrenner
- Alessandro Ciompi (1985), Italiaans autocoureur

## Cip
- Fatih Çiplak (1994), Turks voetballer
- Bruno Cipolla (1952), Italiaans stuurman bij het roeien
- Pete Cipollone (1971), Amerikaans stuurman bij het roeien
- Morgan Ciprès (1991), Frans kunstschaatser
- Giuseppe Cipriani (1965), Italiaans autocoureur

## Cir
- André Carolus Cirino (1929-2003), Surinaams schrijver en kenner van de inheemse culturen
- Giuseppe Cirò (1975), Italiaans autocoureur
- Hugo Ciroux (1960), Belgisch atleet

## Cis
- Marián Čišovský (1979-2020), Slowaaks voetballer
- Arthur Cissé (1996), Ivoriaans atleet
- Djibril Cissé (1981), Frans voetballer
- Papiss Cissé (1985), Senegalees voetballer
- Salim Cissé (1992), Guinees voetballer
- Sekou Cissé (1985), Ivoriaans voetballer
- Julie de Cistello (1860-1932), Braziliaans kunstschilderes

## Cit
- Pietro Citati (1930-2022) Italiaans schrijver
- Zeno van Citium (333-262 v.Chr.), Grieks stichter van het Stoïcisme
- Jacques David Citroen, bekend als Jacques van Hoven, (1885-1942), Nederlands acteur en regisseur

## Ciu
- Anina Ciuciu (1990), Frans auteur van Roemeense afkomst
- Mikalojus Konstantinas Čiurlionis (1875-1911), Litouws schilder en componist

## Cix
- Keizerin-weduwe Cixi (1835-1908), keizerin-regentes van China

## Ciz
- Guillaume Cizeron (1994), Frans kunstschaatser